# Phradis punctus
Phradis punctus là một loài tò vò trong họ Ichneumonidae.